# Magnitudinea eclipsei

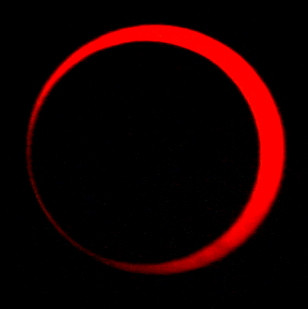
Eclipsa de Soare din 15 ianuarie 2010, fotografiată la Bangui, este o eclipsă inelară: Luna nu acoperă totalitatea Soarelui, văzută de pe Pământ, iar magnitudinea eclipsei este inferioară lui 1,0.

Magnitudinea unei  eclipse sau a unui tranzit astronomic este proporția din diametrul corpului eclipsat în cursul unui asemenea eveniment.

Această definiție se aplică atât la eclipsele de Soare cât și la cele de Lună.
În cazul unei eclipse totale, magnitudinea este superioară lui 1,0. În cazul unei eclipse parțiale sau inelare (care este o eclipsă parțială „centrală”), ea este cuprinsă între 0 și 1,0.